# 老犬神社
老犬神社（ろうけんじんじゃ）とは、秋田県大館市葛原にある神社。伝説のマタギ犬を祀っている。神社には多くの犬の像や絵馬、写真が奉納されていて、「秋田犬」の字も見える。
近年秋田犬の飼育熱は盛んになり遠く海外まで広がる。毎年旧暦4月17日18日の老犬神社の大祭には、地元の人々はじめ遠方からの参拝者で賑わう。
2020年（令和2年）4月17日、創建400年祭が行われ、地域住民ら約60人が地元に伝わる哀話に思いをはせた。葛原自治会が祭りに合わせてシロの石像を建立した。

## 伝説
老犬神社の宝物には山立家系巻と、免状証文の2巻がある。
免状証文は、1604年（慶長9年）5月に南部利直が草木の里（現、鹿角市大湯字草木）のマタギ左多六に与えたものである。これは、左多六の先祖の定六が1193年（建久4年）5月富士の巻狩りで粉骨砕身して抜群の働きがあったかどで、子孫永久、天下御免のマタギに許されるように将軍家から下し置かれたことにより、これが渡されたものである。猟に出るときには必ず持って歩くとたとえ他国他領はもちろん社寺境内に入るのも差し障りがなく、関所境番も異存なく通すものとされた証文である。
左多六の愛犬白は、至って大きな雌犬であった。忠実かつ勤勉、怜悧、勇敢、敏捷であったという。
ある2月の朝、左多六は草木の村から猟に出かけた。いつもは必ず獲物がいる雑木林には獲物がいなかった。左多六は東へ東へと歩き続け、いつとはなしに四角岳を目の前に見るまでに歩いていた。左多六は遠くにシシ（カモシカ）を見つけ、物陰に隠れて時を待った。左多六はシシを撃って、倒したが、近づくとシシは起き上がって逃げていく。その足跡を追うと、シシのかくれ場についた。よく見ると、親ジシは後脚を打ち抜かれて瀕死の重傷。その前には、子ジシが熟睡していた。あわれと思ったが、子ジシをも撃って獲物を得た左多六は近くの山小屋に宿を取った。
次の日に、左多六が帰ろうとすると三戸方面から5人の猟師が現れた。シシは自分たちが昨日逃したものだから、返してくれという彼らの話であった。左多六は自分で追って撃ち取った獲物であると主張したが、彼らは譲らない。左多六は面倒になって親の皮を自分で取り、子の皮と肉を彼らにやろうと言ったが、彼らは逆のことを主張する。彼らは「ここはどこの領土だと思う。貴様はどこの者だ。その御境小屋を知らないのか」と強く言った。左多六は驚いたが、心中で巻物を持ってきていないことを思いついた。左多六は5人の猟師に捕まり三戸城に連れていかれた。代官所での左多六の申し開きは全く通らなかった。
白は左多六が牢屋で「巻物があれば命が助かるのに」と嘆いているのを聞いて、弾丸の様に三戸から鹿角の草木をめざし飛び出した。白は来満峠を超え草木にたどりつき、左多六の妻に向かって火のように吠えた。しかし、左多六の妻は白の意をとりかね食べ物を与えた。白はろくに食べず、すごすごと三戸に向かった。左多六は落胆したが、白に巻物を持ってくるように頼む。白は再度草木にたどり付いた。前よりも一層激しく吠える白に、左多六の妻もはっと思い、引き出しを開けると、中には肌身離さず持って歩いた巻物を入れた竹筒があった。妻はおののく手でその竹筒を白の首に結びつけた。白は三戸に急いだが、ついに間に合わず、いくら待って欲しいと牢主に歎願してもそれはかなわず左多六は刑場に引き出されてしまう。
刑場に捨てられた左多六に白は寄り添っていたが、夜中に屍を雪に埋めて歩き出した。白は峠に近い森により、恨みの遠吠えを続けた。それが犬吠森であると言われる。それからまもなく、城下に地震が起き、火災となって猟師も、牢守も代官もその中で死んだ。白は疲れと寒さの中ようやく草木についた。不幸はそれに止まらなかった。犯罪者の家族は所払いになる決まりがあったので、左多六の妻と白は、南部藩から出されることになった。彼らは、草木の約12km西にある故郷に近い藩境の秋田藩の葛原に入った。彼らは、葛原の草分けであった旧家の菅原家の食客となった。

## 老犬神社
左多六の妻の終わりは伝わっていない。白は老いて、昔の面影もなく付近を巡り歩いた。白をしばらく見かけなくなってから、村人が馬に乗って通ると、馬が騒いで進まずに、必ず人が降りて歩かなければならないところがあった。村人が不思議に思って草むらを探ると、白の死体があった。村人達は集落の北の小高い丘に葬った。しかしそれでも不思議が止まないので、又一段高い所に小さな祠を作り改葬した。それは、現在の老犬神社の東50mほどであった。いつの頃か、あまりにそこが見通しがきくのを憚って、現在の地に改葬した。
老犬神社の宝物である巻物は、明治時代に盗難にあい、花輪方面から出た際には、集落の人は米を出し合って取り戻し、神社の別当が保管しているという。集落で荒廃して散在していた各神社をよそに、明治40年代の神社合併問題を乗り越えて、産土神としての信仰を繋いでいる。
マタギのシツケと称して、菅原家一統には正月16日、門前に手槍2本を立てて、家人たちは朝一食しかとらなかった習慣があった。集落の人は犬を粗末にせず、犬を殺した所に知らずによると口が曲がるといわれ、労働者でも犬の皮を着た人と行動を共にしないなどの習慣があった。

## 小野進
秋田犬や老犬神社を世に広めた一人が大館中学校教諭心得の小野進であった。小野進は秋田県内の優れた自然景観や、貴重な動植物を書籍などを通して数多く紹介している。秋田犬が国の天然記念物に指定されたのも、多くの中央の研究者との繋がりがある彼の働きが大きかった。その他、天然記念物小坂噴泉塔（小坂鉱山の採鉱の為消失）、後生掛温泉の泥火山、玉川温泉の北投石、長走風穴や芝谷地、ニホンザリガニ生息の南限地、比内鶏、声良鶏、小又峡、秋田市河辺三内の筑紫森岩脈、男鹿半島などの紹介につとめた。彼は、小又峡上流のダム計画を頓挫させるなど自然保護運動の先駆者といわれている。大館・北秋地区に国の天然記念物が多いのは大館で働いていた彼の働きが大きいともいわれている。
小野進は、昭和6年12月25日に全国放送HKで秋田犬を紹介し、老犬神社は「名犬物語」として昭和9年1月8日に全国放送UKの子供の時間で放送し紹介している。また、昭和9年には『秋田犬・老犬さま』としてその放送の内容を出版している。

## 菅江真澄の記録
菅江真澄は随筆、『ふでのまにまに』で老犬神社を記録している。しかし、記述された鉄の雪𨂻を奉納する風習は現在は無く、また近くの三哲神社には下駄を奉納する風習がある。
十二所のごく近いところに葛原という村がある。そこに祀られている老犬大明神という神がいる。なか昔の頃、ある人の家に養っている老犬がいた。その家の主人が坂道で転んで、雪𨂻の片足を谷に落としてしまった。見えなくなったので、どうしようもなく憂いて家に帰った。次の日、犬が雪𨂻をくわえて走って来る。若勢らがこれを見て、誰の履物だそれ打てと言い、鋤や鍬を投げて殺してしまった。その犬が持ってきた履物は昨日家の主が失った雪𨂻であった。主人の履物を持ってきてうれしいと帰ってくるのを、何の考えもなく打ち殺したので、人間に憑いてこの犬の祟りがあるのではと、神として祀り、老犬明神として奉納したが、今は観世音菩薩を安置し祀っている。願いがある人は、鉄の雪𨂻を鍛冶屋に打たせて、大声で犬を鎮めて参拝するという。この老犬神の御前で、まだ疱瘡にかかっていない子供を連れてきて、社に多くある鉄の雪𨂻の片足を神から借りてきて、痘瘡が顔に発生すれば鉄の雪𨂻を片足作らせ、これを一足として老犬明神に返すという。

## 余聞

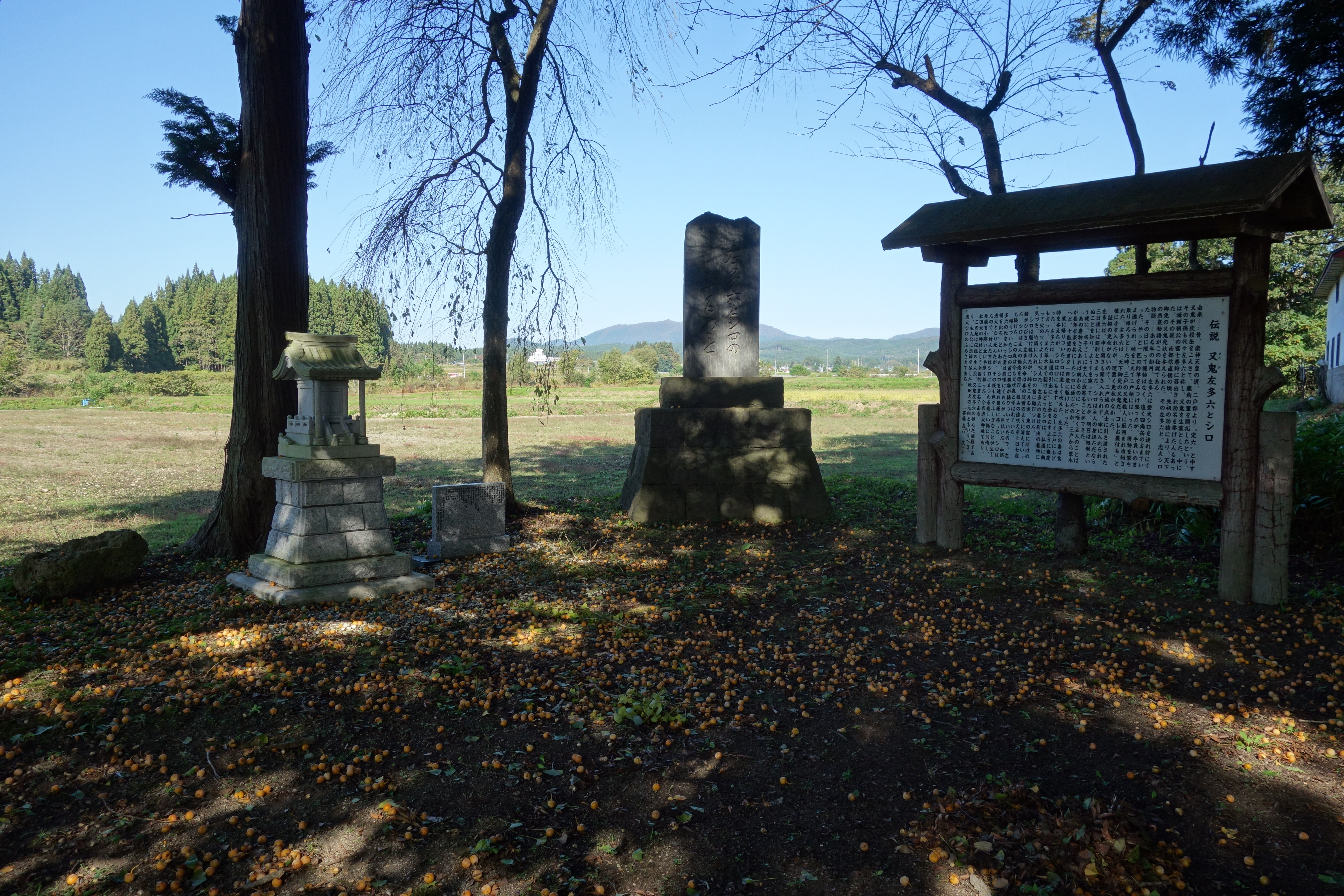
左多六神社と石碑

- 関ヶ原の戦いに敗れて、江洲水口から大湯に落ちてきた佐藤正直についてきた男の一人に、隠密の左多六という者がいて、それから大湯に住んだという伝説がある。また、大湯をかつて支配した奈良氏の子孫の語りに、ここに住んでいた佐藤左多六を頼れと言われてきたものだとする言い伝えが残っている[10]。

- 左多六の墓は草木集落に現在、左多六の子孫と言われる柳舘家の墓と並んである。墓碑銘は風化しているが、側面の年号は「享保一六」と読める。これは1731年なので、佐藤正直について来た人とすると年代が百年ほど合わない。南部信直から慶長9年に免状を下賜された左多六とも時代が合わない。また、伝説の時代に比べて刻みが新しすぎると疑惑を持つ人もいる。あるいは代々左多六の名を世襲した人が建てたものであると考えるのが自然のようである[11]。

- 草木の左多六神社は旧左多六屋敷の隅にある小さな神社である。昔は鳥居が二つ三つあったと言われ、大きくきちんとしたものがあったと言われる[12]。またその脇には、石碑が建っている。

- 左多六の免許証は2巻ある。一つは老犬神社の別当宅に、もう一つは下草木の柳舘家にあるという。全くの同文だが、書体が違っている。明治時代に盗難にあった際に、模写されたものか、あるいは左多六の妻が累が及ぶ心配が無くなったと判断して草木に帰ったときに、模写し持ち帰ったものかも知れない[13]。

- 左多六は同じ南部藩内で領境侵犯の罪で処刑された。これは、鹿角と三戸は同じ南部藩でもその地方の領主がいたためである[14]。

## 左多六神社
鹿角市に伝わる悲話「左多六とシロ」。マタギ左多六と忠犬シロの生まれ故郷である十和田下草木の左多六神社が再建され、11月27日関係者が地域の安寧を願いながら除幕式と神事を執り行った。伝説によるとカモシカを追って三戸領内に迷い込んだ左多六が、狩猟免状の巻物を家に置き忘れて所持しておらず捕らえられた。賢いシロは飼い主のために2度も三戸と鹿角を往復したが、巻物は左多六の処刑に間に合わなかった。その後、左多六の妻とシロが移り住んだ大館の葛原で、住民がシロを供養するため老犬神社を建てたという。下草木には1978年「左多六とシロ公園」が整備され、顕彰碑や案内板などがある。この場所は元々「左多六屋敷」と呼ばれ、左多六が三戸城で処刑された後、ひそかに「三宝荒神社」としてまつられていた。村人は表面上、左多六を罪人として扱いながらも「左多六様」と呼び、村の守護神として拝んできた。付近の墓地には「又鬼左多六の墓」の標柱と墓石があり、享保16年（1731年）の年号が刻まれている。神社は昭和初期まで１間半（約2.7m）四方ほどの社があったといわれる。1978年にトタン葺きの小規模な神社が設置されたが、3年ほど前、老朽化により損壊した。こうした中、下草木自治会（大森儀一会長）が中心となって実行委員会（委員長、大森会長）を組織。地域住民に寄付を呼びかけて再建事業を進めてきた。完成した神社は御影石製。本体は高さ80cm、間口47cm、奥行き52cm。台座は高さ80cm、間口84cm、奥行き70cm。この日は、自治会や公園整備に携わった大湯温泉観光協会などから十数人が参加。はじめに大森会長と「左多六の生家」に住む栁舘ハツヨさんが神社の除幕を行った。続いて、他の場所へ一時安置していたご神体を神社に戻す「遷霊」など神事を執り行った。栁舘さんは「感無量。頑張って物語を伝えていきたい。訪れる人が増え、物語が広がってほしい」、大森会長は「再建されたお社はこれからもこの地に鎮座し、鹿角地域を末長く見守ってくださると思う」と話した。。

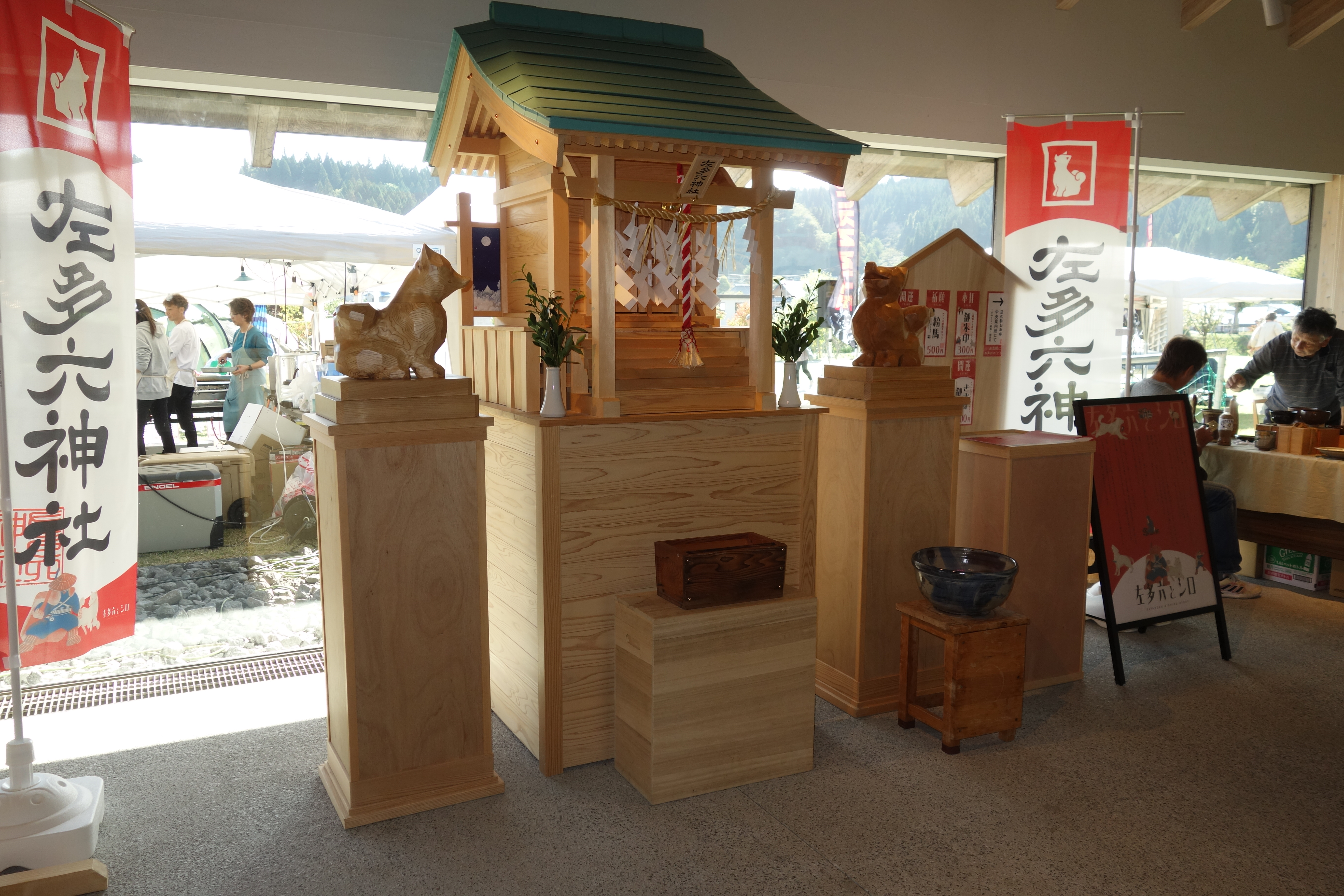
道の駅おおゆ内の左多六神社

秋田県鹿角市に伝わるマタギ左多六と飼い犬シロの哀話を広く知ってもらおうと、同市十和田大湯の道の駅おおゆに「左多六神社」が設けられた。観光振興や地域活性化につなげたいと、道の駅を運営する「恋する鹿角カンパニー」が造営し、2022年7月24日に鎮座祭を執り行った。ヒバで造られた神社は、幅と奥行きがそれぞれ約１m、高さ約2.3m。道の駅内の東側通路スペースの一角にある。左多六と秋田犬シロを祭っており、神社脇に哀話がつづられたパネルを設置して、人間と動物の絆の強さを伝えている。鎮座祭には、市や地元自治会、大湯郷土研究会の代表ら約30人が参列。恋する鹿角カンパニーの菅原久典社長は「忠犬シロの物語を多くの人に伝え、左多六神社を目的に、観光客が道の駅を訪れるように発信したい」とあいさつした。今後、お守りなど左多六とシロの関連商品を販売する計画で、三上英樹駅長は「新たな観光スポットの一つになればいい」と願った。

## 左多六伝説・老犬伝説
鹿角市の草木地区には左多六の伝説が数多く残っている。次の伝説のうち左多六のものは草木地区のもので、老犬シロのものは葛原のものである。
- 左多六さまは恐い「荒神」で、ついこの間の三代から四代前まで生きていた。左多六さまを呼び捨てにすると、すぐにその場でどんな仕返しがあるか、罰があたるか分からないものであった[17]。

- ある時、三人の若者が集まって「荒神さまは、どんなに恐い神様だろうか」「幾ら神様でも火を付けて焼いてしまえば何ともできないだろう」「そうなら、マッチで火を付けてしまおう」と相談し、三人目の若者がお堂に火を付けようとした。すると、焼けと言った若者から腹がいたくなり、若者たちは死んでしまったという。荒神さまとは左多六さまのことであった[17]。

- ある田植え時、左多六さまはケラを着て、モンパをかぶり、カンジキを背負って、ツマゴを履いて八幡平の山に狩りに出かけた。その時、柴内集落では田植えをしていたが、変な格好をして歩いている左多六さまを見て大声で笑った。あまり人を馬鹿にするので、怒った左多六さまは家に戻り「今に見ていろ」と言って、皆が田植えをしている所に、カンジキを逆さに履いて歩いて見せた。村人たちはますます馬鹿にする。ますます怒った左多六さまは「この阿呆が。今に見ていろ」と言って呪文を唱えた。すると、晴れていた空が暗くなり、寒い風が吹いてきて雪が降ってきて、たちまち一尺も積もった。柴内の人々は寒く、恐ろしくなって家に逃げた。「恐い人もいたもんだ。これからは軽口もきけないな」と恐れたという[17]。

- 左多六が狩りに出かける時は、米を一升も食べてから出かけた。山に行って、一週間も十日も何も食べないで水ばかり飲んで、その代わり食べる時にはうんと食べて生きていたものだ[17]。

- 左多六は夏は綿が一杯入った「ドンブク」というものを着て、冬は薄い麻の単衣着物を着ていた。代官さまから「夏なのに、暑くないか」と聞かれると、襟を合わせて「寒い寒い」と震えて見せる。冬になって「寒くないか」と聞かれると「ああ、ぬくいぬくい」と言って、平気な顔で扇であおぐ。ゆっくり歩いているかと思うと急に姿が見えなくなり、どんな用事でも人より二倍も三倍も早く用をたして涼しい顔をしていた[17]。

- 左多六はある時、皮投岳に狩りに出かけた。晩になって「山人という者がいるそうだが、会ってみたいものだ」と独り言を言った。その夜、遅くなってから左多六の小屋に「友達に会いに来た」と言って山人が来た。山人は大きな人だったので、小屋にのしかかったら小屋が壊れそうになった。「左多六さまの免状を見せて欲しい」と何度も山人が頼むので、左多六が見せると山人は「むにゃ、むにゃ」と呪文を唱えて、それから「何でも言うこと聞くから弟にして欲しい」と何度も頼んだ。左多六は「ただでは駄目だ」と言うと。山人は「熊の子を五匹連れてくるから弟にしてくれ」と言ってどこかに出かけた。なかなか帰ってこなかったが「ほれ、契約料だ」と熊の子を五匹連れてきた。次の日の朝まで、大きなカモシカを五匹殺して皮を剥いで持ってきて「お土産だ」と言って、沢山置いて行く。左多六は家に帰る時にカモシカの皮があまりに重くて皮を投げた所が皮投岳で、カモシカの五匹の身を投げた所を五の宮岳と言うようになった[17]。

- 左多六はあるとき、四角岳に狩りに出かけた。四角岳には一人の荒神がいて、左多六の家来であった。左多六は四角岳や中岳で狩りをして、カモシカの皮を一杯取った。左多六は四角岳の荒神に「このカモシカの皮を背負って、家に行ってくれ」と頼んだ。荒神は「馬鹿臭い」と言いながら下草木まで背負ってきた。家では左多六の妻が荒神に「まず、飯を食べていけ」と飯を食べさせた。左多六の子供が荒神を「山の猿の顔のようだ」と大声で笑うと、荒神はおこって子供の指をかじってしまう。荒神がそのまま知らないふりをして四角岳に帰ると、左多六から「家に行っていたずらしてきたな。生かしておけない」と怒られる。荒神は「命だけは助けて下さい」と寒中の雪の上に、七日七晩座って、朝夕に水垢離をとって、ようやく許して貰えたという[17]。

- 左多六が四角岳で撃ったカモシカはヘットウ羚羊と言い、色は白っぽい灰色だった。左多六はマタギでは名人であったが、マタギの躾をあんまり厳しくしたために、四角岳の荒神がヘットウ羚羊に化けて、手負いした振りをして、猿喉角良（えんこかくら）まで逃げて、わざと撃たれて、左多六を捕らえさせた。また、左多六はあまり又鬼が上手であったために、他の又鬼達に拒まれて、間者（スパイ）にされて縄を掛けられた[17]。

- 左多六が三戸城で処刑され、首を切られた時、目はぎらぎらとあき、役人達をにらめ付け「生まれ変わって七代まで祟ってやる」と言ってから、三戸城の石段を転がって、下の熊原川に落ちて、鹿角の方に向かって流れとは逆に進んだ[17]。

- 左多六の子孫が居住したと言われる佐五郎の家に、左多六が残した槍があった。それは左多六が気合いを入れるとどんな石臼でも楽に突き通した。しかし、他の人は突き刺すこともできない。それは、ついこの間まであったが、今は無くなったという。また、左多六が着た帷子もあった。「左多六さまのもんば」と言って皆が欲しがり、皆で少しずつ分けて持って行ったので今では無くなったという[17]。

- 老犬さまがまだ生きていた頃、米代川に大水が出て、葛原の人が流された時があった。水の流れが激しく、誰も助けられなかった。しかし、老犬さまは川にザブンと入って、流された人を川岸に引き寄せて助けたという[17]。

- 昔、葛原に行くには米代川を川舟で渡った。そこに犬の毛皮を着た立派な博労が川舟に乗ろうとした。しかし、何十年も川の渡しをしていた、年取った爺さんが皆に聞こえる様に「犬の皮を着ている奴は人間ではない。葛原の村に入らないでくれ」と言ってさっさと舟を出してしまった。葛原の住民は老犬さまを拝んでいて、犬の毛皮を着た者は絶対に村に入れなかった[17]。

- 明治の初めの頃、葛原の若者が四五人で北海道のニシン場に稼ぎに出かけた。連絡船に乗り、寝ようとしたが、うなされてどうしても全員寝られない。不思議なことがあるもんだとあたりを見渡すと、北海道に馬を買いにいく博労が三四人、立派な犬の毛皮を着て乗っていた。若者たちは別のところで寝ると、安心して寝られたという[17]。

- 葛原のある娘が、扇田に嫁に行った。働き者の良い嫁であったので、姑が気を使って下駄を買ってやった。ところがその日から嫁は腹痛や、頭が痛くなり稼げなくなった。姑は嫁が買ってもらった下駄を履いて遊びに行きたいのだと思ったので怒って「離縁するので、この下駄を履いて家に帰れ」と言った。仕方なく嫁が葛原に帰ろうとすると、その下駄は立派な犬の毛がついた下駄であった。娘は腹が痛くなり玄関に倒れてしまった。嫁は「あの下駄の爪皮を見たら、腹が痛くなった。何とかしてあの爪皮を取ってください」と泣いて頼んだ。姑が犬皮を取ると、嫁の今まで病んでいた腹がけろっと良くなった。また、元のように稼ぐ良い嫁さんになったという[17]。

- 十二所の侍が三哲山の麓で乗っていた馬がどうしても動かなくなり、仕方なく馬から降りて手綱を引いて歩いた場所があった。しばらくして、葛原の村人がその場所で朝草を刈っていると、そこに老犬シロが死んでいた。村人たちは、シロの骨を全部拾って葛原に持って帰り神様として祭った。その時からそこを「降り橋」と呼ばれるようになった[17]。

- 老犬シロを祀ってからも、葛原には火事や病気が絶えなかった。鹿角の方が見える高い所にもっと立派な神様として祀ったところ、葛原には火事も病気も無い、いい村になった[17]。

- ヘットウ羚羊が逃げた先は、三戸領内に深く入りこんだ、猿喉角良（えんこかくら）という断崖の岩谷であったとする話もある。猿喉角良は三戸城の北方（西方の誤り）4km程度にあり、昔は三戸鹿角街道はこの断崖の上を通っていた。海蝕崖に青松が生える風光明媚な場所である[18]。

- 馬に乗った武士たちが必ず馬を降りて、手綱を引いて歩くようになった場所には小さな橋があったので、その橋は降り橋という名前が付けられた。しばらく経った後で、葛原の村人が付近で芝刈りをしていたところ、白骨化した老犬シロの死骸を見つけた。ここには、太平山と刻まれた大きな石碑が村人によって建てられた。根率場所は国道の改修工事のために、従来あった場所から移され三哲山の麓にある[19]。

- 老犬神社の境内の参道の左側に、こんこんと湧き続ける清水がある。村人は「老犬さまの水」と呼んで、神様の恵みの水として利用してきた。苗代に発生する赤虫を退治する妙薬として、あるいは眼病の特効薬として、能代や津軽方面からも眼病の人たちが水を汲みに来たという[20]。

## 左多六とシロに関連する作品
- 「さだ六とシロ」-まんが日本昔ばなし（1976年6月19日）
- 「秋田の伝説　日本の伝説14」-角川書店（1977年）
- 左多六とシロの物語のジオラマ-秋田犬保存会内「秋田犬会館」